# Ноблер, Питер
Питер Ноблер (англ. Peter Knobler; 1946, Нью-Йорк, штат Нью-Йорк, США) — американский писатель, автор пятнадцати книг, десять из которых стали бестселлерами. Бывший главный редактор журнала Crawdaddy! (с 1972 по 1979 годы). Ноблер считается журналистом, который первым начал освещать творчество Брюса Спрингстина в рок-прессе и его первым лоббистом, среди представителей СМИ.

## Биография
Родился и вырос в Нью-Йорке. В 1965 году принял участие в марше Сельмы до Монтгомери вместе с доктором Мартином Лютером Кингом. В 1968 году окончил Миддлберийский колледж по специальности «английская литература». Во время учёбы играл на бас-гитаре в местной группе Dissipated Eight, выступавшей а капелла, а также писал статьи для журнала выпускников. Помимо этого, учился в Школе искусств Колумбийского университета на отделении творческого письма.

## Карьера
Ноблер известен как автор множества бестселлеров. В соавторстве им были написаны книги с Джеймсом Карвиллом и Мэри Маталин, Каримом Абдул-Джаббаром, Уильямом Брэттоном, губернатором Техаса Энн Ричардс, Томасом «Голливудом» Хендерсоном, Хакимом Оладжьювоном, Дэниелом Петрочелли, Томми Хилфигером, Самнером Редстоуном и другими знаменитостями. В том числе, мемуары Дэвида Динкинса, бывшего мэра Нью-Йорка. Вторая совместная книга Ноблера с Биллом Брэттоном — The Profession: A Memoir of Community, Race, and the Arc of Policing in America (опубликованная издательством Penguin Press) — получила награду «New York Times Book Review Editors' Choice».
Ноблер является известным журналистом, специализирующимся на музыке и спорте. За годы карьеры его очерки публиковались в таких изданиях, как The Daily Beast, Sports Illustrated, More, Rolling Stone, The New York Times и Guest Essay, впоследствии некоторые из них издавались в виде сборников — The Bob Dylan Companion, Racing in the Streets: The Bruce Springsteen Reader и The Subway Series Reader.
Среди наиболее известных статей Ноблера можно выделить «Dancing in the Dark» — о болезни Альцгеймера, музыке клезмеров и его матери (опубликована в журнале New England Review); «Walking While White» — автобиографический очерки исследующий скрытую предвзятость (опубликован журналом The Fortnightly Review), а также рассказ «The Right Side of the Diamond» — его первое художественное произведение опубликованное публично.
Ноблер является соавтором песен Криса Хиллмана, Стива Миллера, Фриди Джонстона и Гарри Таллента из E Street Band. Его песни фигурируют на сольных альбомах Хиллмана, McGuinn, Clark & Hillman и The Desert Rose Band. Композиция «Running the Roadblocks», написанная Хиллманаом и Ноблером, попала в хит-парад Billboard Hot Country. Трек «Step On Out», за авторством Хиллмана и Ноблера, фигурирует в одноимённой пластинке группы The Oak Ridge Boys

### Crawdaddy!
Ноблер впервые опубликовал материал в Crawdaddy! в 1968 году. В 1972 году он занял пост главного редактора журнала. С подачи Ноблера в Crawdaddy! публиковались Джозеф Хеллер, Джон Леннон, Тим О’Брайен, Майкл Герр, Гилда Раднер, Дэн Эйкройд, Пи Джи О’Рурк и Кэмерон Кроу, а также Уильям С. Берроуз, Пол Красснер, The Firesign Theater и Пол Уильямс. Будучи вне закона, активист Эбби Хоффман выступал редактором раздела путешествий.
Crawdaddy! стал важным культурным феноменом для многих поколений американских читателей, известным публикациями о музыкантах, актёрах, спортсменах и других известных личностях поп-культуры 1970-х годов. В послужном списке Ноблера значились материалы о Брюсе Спрингстине, Слае Стоуне, Меле Бруксе, Мадди Уотерсе, Линде Ронстадт, Сильвестре Сталлоне, Лаудоне Уэйнрайте III, The Souther Hillman Furay Band и Стивене Стиллзе. Под руководством Ноблера редакторы Crawdaddy поручали знаменитостям писать статьи о других знаменитостях, так, например, Эл Купер писал о Стиве Мартине, Мартин Малл брал интервью у Вуди Аллена, Уильям С. Берроуз беседовал о магии и мистицизме с Джимми Пейджем.
Раздел музыкальных рецензий, который возглавляли редакторы Джон Свенсон и Ноэ Голдвассер, пользовался репутацией иконоборца и был хорошо известен и уважаем в музыкальной индустрии за свою независимую позицию. В разделе статей регулярно публиковались материалы самого широкого спектра тем — от фанка из Нового Орлеана и космических ковбоев из Остина, до саентологии, эст тренинга и диско. Юмористические вставки издания породили отдельные ответвления, в виде Crawdoodah Gazette, журнала The Whole Earth Conspiracy и альманаха «The Assassination Please». В 1995 году избранные статьи журнала были изданы в виде отдельной книги Very Seventies: A Cultural History of the 1970s from the pages of Crawdaddy.

### Брюс Спрингстин
В декабре 1972 года, после того как Ноблер увидел выступление Брюса Спрингстина в тюрьме «Синг-Синг» и музыкальном клубе «Kenny’s Castaways», он сделал с артистом первое интервью, также, опубликовав в статье его биографию (при содействии Грега Митчелла). «Он поет со свежестью и напористостью, которых я не слышал с тех пор, как меня потрясла „Like a Rolling Stone“», — писал журналист. с Подачи Ноблера Crawdaddy! стал рок-журналом открывшим Спрингстина широкой публике и стал его первым лоббистом. Спрингстин и группа E Street Band оценили этот жест выступив на вечеринке в честь 10-летия Crawdaddy! в июне 1976 года. На страницах журнала Ноблер посвящал Спрингстину большие статьи в 1973, 1975 и 1978 годах.
В 1980-е Ноблер некоторое время был менеджером саксофониста E Street Band Кларенса Клемонса, продвигая его сольную карьеру.

## Личная жизнь
Ноблер — отец Дэна Ноблера, продюсера, номинированного на премию «Грэмми», автора песен и гитариста групп Captain Coconut и Flearoy, а также соучредителя аудиовизуальной продюсерской компании и творческого коллектива Mason Jar Music. Творческая студия Дэна Ноблера, Goosehead Palace, находится в Нэшвилле, штат Теннесси.